# Сенюк Ольга (спортсменка)
О́льга Сеню́к (нар. 1991) — українська та азербайджанська лучниця.

## З життєпису
Народилася 1991 року в місті Кишинів. Навчалася у Львові, в 2006—2013 роках виступала за Україну, потім переїхала до Азербайджану.
У липні 2014 року в складі збірної Азербайджану брала участь на чемпіонаті Європи (Вагаршапат; Вірменія).
2015 року на Європейських іграх у Баку дійшла до 1/16 фіналу турніру зі стрільби з лука. Зайняла у травні 2016 року 3 місце на кваліфікаційному турнірі в Ноттінгемі, здобула путівку на літні Олімпійські ігри 2016 у Ріо-де-Жанейро — перша представниця Азербайджану на Олімпійських іграх у стрільбі з лука.
Надалі відмовилася від виступу під азербайджанським прапором — пов'язала це з відсутністю фінансування.
Повернулася в Україну.